# فهرست قنات‌های شهرستان سنقر
جدول زیر بر اساس آمار وزارت جهاد کشاورزیتهیه شده‌است. فهرست زیر قنات‌های شهرستان سنقر در استان کرمانشاه را نشان می‌دهد.
| نام قنات           | موقعیت                       | نزدیک‌ترین روستا   | طول قنات (متر) | تعداد میله چاه | عمق مادر چاه | دبی (لیتر بر ثانیه) | سطح زیر کشت (هکتار) |
| ------------------ | ---------------------------- | ----------------- | -------------- | -------------- | ------------ | ------------------- | ------------------- |
| امیرعمران          | بخشی نامعلوم در شهرستان سنقر | امیرعمران         | ۲۰۰            | ۰              | ۰            | ۱۵                  | ۵۵                  |
| بالا ده            | بخشی نامعلوم در شهرستان سنقر | بلوطستان          | ۱۲۰            | ۰              | ۰            | ۵                   | ۱۲                  |
| بانکدار            | بخشی نامعلوم در شهرستان سنقر | عرب‌آباد           | ۵۰             | ۰              | ۰            | ۰                   | ۱۳۶                 |
| باوه میر           | بخشی نامعلوم در شهرستان سنقر | اقبلاغ            | ۴۵۰            | ۰              | ۰            | ۵                   | ۴۰                  |
| بهشت               | بخشی نامعلوم در شهرستان سنقر | کوزه گران         | ۱۰۰۰           | ۰              | ۰            | ۹                   | ۰                   |
| بیاخ               | بخشی نامعلوم در شهرستان سنقر | کلک امجدی         | ۱۰۰۰           | ۰              | ۰            | ۱۲                  | ۴۵                  |
| تویخانه            | بخشی نامعلوم در شهرستان سنقر | سطر               | ۱۵۰            | ۰              | ۰            | ۸                   | ۱۰                  |
| جاخرمن             | بخشی نامعلوم در شهرستان سنقر | تپه نارک          | ۵۰۰            | ۰              | ۰            | ۴                   | ۲۰                  |
| جامعه استر         | بخشی نامعلوم در شهرستان سنقر | کاظم‌آباد          | ۱۵۰            | ۰              | ۰            | ۵                   | ۱۲                  |
| جبرئیل             | بخشی نامعلوم در شهرستان سنقر | ده رضوان          | ۹۰۰            | ۰              | ۰            | ۱۰                  | ۴۰                  |
| جهادباع            | بخشی نامعلوم در شهرستان سنقر | چمکبود            | ۵۰۰            | ۰              | ۰            | ۵                   | ۵۰                  |
| جوب سیدمراد        | بخشی نامعلوم در شهرستان سنقر | هزارخانی          | ۵۰             | ۰              | ۰            | ۰                   | ۱۶                  |
| جوب صفر            | بخشی نامعلوم در شهرستان سنقر | میخواران محمد آقا | ۷۵             | ۰              | ۰            | ۲۰                  | ۷۰                  |
| حلقه زمین          | بخشی نامعلوم در شهرستان سنقر | طاهرآباد          | ۵۰۰            | ۰              | ۰            | ۲                   | ۳۵                  |
| خان اله            | بخشی نامعلوم در شهرستان سنقر | اقبلاغ            | ۸۰۰            | ۰              | ۰            | ۷                   | ۳۰                  |
| خم تره             | بخشی نامعلوم در شهرستان سنقر | چهارملان          | ۳۰۰            | ۰              | ۰            | ۱۰                  | ۵۰                  |
| خودرو              | بخشی نامعلوم در شهرستان سنقر | ده رضوان          | ۱۰۰            | ۰              | ۰            | ۸                   | ۲۱                  |
| خوره               | بخشی نامعلوم در شهرستان سنقر | لیلمانج           | ۲۵۰۰           | ۰              | ۰            | ۱۶                  | ۰                   |
| دار امام           | بخشی نامعلوم در شهرستان سنقر | پیرسلیمان         | ۴۰             | ۰              | ۰            | ۵                   | ۱۲                  |
| دراوای             | بخشی نامعلوم در شهرستان سنقر | کل گل             | ۳۰۰            | ۰              | ۰            | ۹                   | ۲۰                  |
| دره درخت پیر       | بخشی نامعلوم در شهرستان سنقر | پانحر             | ۳۰۰            | ۰              | ۰            | ۰                   | ۴۰                  |
| دوشمه              | بخشی نامعلوم در شهرستان سنقر | کل گل             | ۱۰۰            | ۰              | ۰            | ۴                   | ۹                   |
| زیرخرمن            | بخشی نامعلوم در شهرستان سنقر | مرزاله            | ۱۵۰            | ۰              | ۰            | ۱۲                  | ۲۰                  |
| سراب               | بخشی نامعلوم در شهرستان سنقر | بروک‌آباد          | ۶۰             | ۰              | ۰            | ۶                   | ۱۸                  |
| سراب قوله          | بخشی نامعلوم در شهرستان سنقر | سفیدزنگول         | ۱۵۰            | ۰              | ۰            | ۹                   | ۲۰                  |
| سیدویسه            | بخشی نامعلوم در شهرستان سنقر | زاغان سفلی        | ۵۰             | ۰              | ۰            | ۶                   | ۵۰                  |
| شاه جوب            | بخشی نامعلوم در شهرستان سنقر | میخواران محمد آقا | ۸۰             | ۰              | ۰            | ۱۵                  | ۶۲                  |
| صاعقه              | بخشی نامعلوم در شهرستان سنقر | حاجی‌آباد          | ۴۰             | ۰              | ۰            | ۷                   | ۱۴                  |
| صفره زمین          | بخشی نامعلوم در شهرستان سنقر | سالارآباد         | ۱۵۰            | ۰              | ۰            | ۶                   | ۱۶                  |
| قمرعلی             | بخشی نامعلوم در شهرستان سنقر | کل گل             | ۳۰۰            | ۰              | ۰            | ۶                   | ۱۲                  |
| قنات روستا         | بخشی نامعلوم در شهرستان سنقر | گل سفید           | ۱۰۰۰           | ۰              | ۰            | ۱۰                  | ۲۰                  |
| قنات روستا         | بخشی نامعلوم در شهرستان سنقر | ارانله            | ۲۰۰            | ۰              | ۰            | ۰                   | ۹۶                  |
| قنات‌آباد ی         | بخشی نامعلوم در شهرستان سنقر | حاجی‌آباد          | ۷۰             | ۰              | ۰            | ۰                   | ۲۱                  |
| مخمل               | بخشی نامعلوم در شهرستان سنقر | جامیشان           | ۳۰             | ۰              | ۰            | ۸                   | ۱۹                  |
| مرقنات             | بخشی نامعلوم در شهرستان سنقر | چشمه توران        | ۱۵۰            | ۰              | ۰            | ۱۰                  | ۳۰                  |
| مله                | بخشی نامعلوم در شهرستان سنقر | چشمه توران        | ۱۰۰            | ۰              | ۰            | ۱۰                  | ۳۰                  |
| میدان جوی          | بخشی نامعلوم در شهرستان سنقر | ایینله            | ۱۰۰۰           | ۰              | ۰            | ۵                   | ۱۲۰                 |
| نان باغ            | بخشی نامعلوم در شهرستان سنقر | غیب اله           | ۲۰۰            | ۰              | ۰            | ۸                   | ۰                   |
| نظرکرده            | بخشی نامعلوم در شهرستان سنقر | فارسینج           | ۱۷۰            | ۰              | ۰            | ۱۵                  | ۴۰                  |
| نقاره              | بخشی نامعلوم در شهرستان سنقر | پاییزآباد         | ۴۰۰            | ۰              | ۰            | ۶                   | ۳۰                  |
| هزار پیری          | بخشی نامعلوم در شهرستان سنقر | چمکبود            | ۷۰۰            | ۰              | ۰            | ۷                   | ۴۵                  |
| هزارکره            | بخشی نامعلوم در شهرستان سنقر | ایینله            | ۱۰۰            | ۰              | ۰            | ۵                   | ۱۰                  |
| پائین ده           | بخشی نامعلوم در شهرستان سنقر | بلوطستان          | ۸۰             | ۰              | ۰            | ۴                   | ۸                   |
| پناهی              | بخشی نامعلوم در شهرستان سنقر | قره تپه           | ۱۰۰۰           | ۰              | ۰            | ۵                   | ۳۰                  |
| پیر سلمان          | بخشی نامعلوم در شهرستان سنقر | پیرسلیمان         | ۵۰۰            | ۰              | ۰            | ۵                   | ۳۰                  |
| چاودانه            | بخشی نامعلوم در شهرستان سنقر | مرزاله            | ۶۰             | ۰              | ۰            | ۱۰                  | ۱۸                  |
| چاووانه            | بخشی نامعلوم در شهرستان سنقر | تمسک              | ۱۵۰            | ۰              | ۰            | ۷٫۵                 | ۰                   |
| چاووانه            | بخشی نامعلوم در شهرستان سنقر | خوشیار            | ۱۴۰            | ۰              | ۰            | ۹                   | ۰                   |
| چشم چلان           | بخشی نامعلوم در شهرستان سنقر | میرکوه            | ۱۰۰            | ۰              | ۰            | ۱۵                  | ۱۵                  |
| چشمه               | بخشی نامعلوم در شهرستان سنقر | هیبت اله          | ۱۵۰            | ۰              | ۰            | ۶                   | ۱۵                  |
| چشمه               | بخشی نامعلوم در شهرستان سنقر | میدان             | ۲۰۰            | ۰              | ۰            | ۱۶                  | ۲۴                  |
| چشمه               | بخشی نامعلوم در شهرستان سنقر | چهارگاه           | ۳۰۰            | ۰              | ۰            | ۵                   | ۰                   |
| چشمه               | بخشی نامعلوم در شهرستان سنقر | چهارگاه           | ۸۰۰            | ۰              | ۰            | ۱۵                  | ۰                   |
| چشمه باغ           | بخشی نامعلوم در شهرستان سنقر | سهله              | ۱۸۰            | ۰              | ۰            | ۹                   | ۵۰                  |
| چشمه بزرک          | بخشی نامعلوم در شهرستان سنقر | شورآباد           | ۲۵۰            | ۰              | ۰            | ۱۰                  | ۱۰۰                 |
| چشمه بیزه          | بخشی نامعلوم در شهرستان سنقر | هزارخانی          | ۱۴۰            | ۰              | ۰            | ۵                   | ۱۲                  |
| چشمه رضا           | بخشی نامعلوم در شهرستان سنقر | سطر               | ۱۲۰            | ۰              | ۰            | ۳                   | ۲۱                  |
| چشمه سراب          | بخشی نامعلوم در شهرستان سنقر | سورن‌آباد          | ۲۰۰            | ۰              | ۰            | ۲۵                  | ۵۳                  |
| چشمه سفید          | بخشی نامعلوم در شهرستان سنقر | سورن‌آباد          | ۲۰۰            | ۰              | ۰            | ۱۰                  | ۲۶                  |
| چشمه سفید          | بخشی نامعلوم در شهرستان سنقر | یاوه گله          | ۵۰             | ۰              | ۰            | ۱۰                  | ۱۸                  |
| چشمه سفید          | بخشی نامعلوم در شهرستان سنقر | آب باریک          | ۵۰۰            | ۰              | ۰            | ۶                   | ۱۲                  |
| چشمه سفید          | بخشی نامعلوم در شهرستان سنقر | مرزاله            | ۲۵۰            | ۰              | ۰            | ۸                   | ۱۸                  |
| چشمه شاه           | بخشی نامعلوم در شهرستان سنقر | هزارخانی          | ۷۰             | ۰              | ۰            | ۶                   | ۱۵                  |
| چشمه فرق دار       | بخشی نامعلوم در شهرستان سنقر | هزارخانی          | ۱۰۰            | ۰              | ۰            | ۱۵                  | ۴۰                  |
| چشمه قلعه          | بخشی نامعلوم در شهرستان سنقر | چشمه قلعه         | ۱۲۰            | ۰              | ۰            | ۹                   | ۵                   |
| چشمه قمر           | بخشی نامعلوم در شهرستان سنقر | چشمه توران        | ۲۰۰            | ۰              | ۰            | ۱۵                  | ۳۸۸                 |
| چشمه قند           | بخشی نامعلوم در شهرستان سنقر | کوچک ینه          | ۲۰۰            | ۰              | ۰            | ۸                   | ۲۰                  |
| چشمه مرادعلی       | بخشی نامعلوم در شهرستان سنقر | حسین‌آباد          | ۱۰۰            | ۰              | ۰            | ۸                   | ۴۰                  |
| چشمه میرخان        | بخشی نامعلوم در شهرستان سنقر | هزارخانی          | ۱۲۰            | ۰              | ۰            | ۹                   | ۲۰                  |
| چشمه میرزا         | بخشی نامعلوم در شهرستان سنقر | هزارخانی          | ۳۰۰            | ۰              | ۰            | ۷                   | ۱۶                  |
| چشمه چای           | بخشی نامعلوم در شهرستان سنقر | قلعه حاج امین     | ۹۰۰            | ۰              | ۰            | ۳۵                  | ۶۴                  |
| چشمه چای           | بخشی نامعلوم در شهرستان سنقر | سرسگاز            | ۲۰۰            | ۰              | ۰            | ۰                   | ۱۲                  |
| چشمه کبود          | بخشی نامعلوم در شهرستان سنقر | فارسینج           | ۱۰۰۰           | ۰              | ۰            | ۶۰                  | ۱۰۰                 |
| چشمه کرم           | بخشی نامعلوم در شهرستان سنقر | دره شاه           | ۵۰             | ۰              | ۰            | ۶                   | ۰                   |
| چشمه کلائی         | بخشی نامعلوم در شهرستان سنقر | چماق تپه          | ۵۰۰            | ۰              | ۰            | ۴                   | ۱۰                  |
| چشمهرو ستا         | بخشی نامعلوم در شهرستان سنقر | سرسگاز            | ۱۰۰            | ۰              | ۰            | ۰                   | ۱۰                  |
| چشمه‌آباد ی         | بخشی نامعلوم در شهرستان سنقر | چوگل              | ۱۲۰            | ۰              | ۰            | ۸                   | ۲۱                  |
| چم باغشاه          | بخشی نامعلوم در شهرستان سنقر | فیروز‌آباد         | ۳۰۰            | ۰              | ۰            | ۵                   | ۱۵                  |
| چم شور             | بخشی نامعلوم در شهرستان سنقر | صفاییه            | ۲۰             | ۰              | ۰            | ۳                   | ۴                   |
| چم گاه             | بخشی نامعلوم در شهرستان سنقر | قشلاق             | ۷۵۰            | ۰              | ۰            | ۱۳                  | ۵۶                  |
| چم گلزرد           | بخشی نامعلوم در شهرستان سنقر | چم گلزرد          | ۱۰۵            | ۰              | ۰            | ۱۳                  | ۲۴                  |
| چمن                | بخشی نامعلوم در شهرستان سنقر | چهارملان          | ۳۰۰            | ۰              | ۰            | ۸                   | ۳۰                  |
| چهل چشمه           | بخشی نامعلوم در شهرستان سنقر | گل تپه            | ۳۰             | ۰              | ۰            | ۳                   | ۳۰                  |
| کانی جاک           | بخشی نامعلوم در شهرستان سنقر | گرجی میان         | ۷۲             | ۰              | ۰            | ۹                   | ۱۸                  |
| کانی حسن           | بخشی نامعلوم در شهرستان سنقر | کانی حسن          | ۶۰             | ۰              | ۰            | ۹                   | ۲۵                  |
| کانی خدامراد بالا  | بخشی نامعلوم در شهرستان سنقر | گل سفید           | ۶۰             | ۰              | ۰            | ۳                   | ۷                   |
| کانی خدامراد پائین | بخشی نامعلوم در شهرستان سنقر | گل سفید           | ۵۰             | ۰              | ۰            | ۵                   | ۱۲                  |
| کانی قلعه          | بخشی نامعلوم در شهرستان سنقر | سالارآباد         | ۸۰۰            | ۰              | ۰            | ۱۰                  | ۳۰                  |
| کله جوب            | بخشی نامعلوم در شهرستان سنقر | چمکبود            | ۴۰۰            | ۰              | ۰            | ۶                   | ۳۵                  |
| کله مله            | بخشی نامعلوم در شهرستان سنقر | جعفرآباد          | ۳۰۰            | ۰              | ۰            | ۵                   | ۵                   |
| کنه‌آباد            | بخشی نامعلوم در شهرستان سنقر | ابباریک وسطی      | ۵۲۰            | ۰              | ۰            | ۰                   | ۳۳٫۵                |
| کنی کوزه           | بخشی نامعلوم در شهرستان سنقر | تازه‌آباد          | ۲۰۰            | ۰              | ۰            | ۷                   | ۰                   |
| کهریز              | بخشی نامعلوم در شهرستان سنقر | غیب اله           | ۲۰۰            | ۰              | ۰            | ۴                   | ۰                   |
| کهریز              | بخشی نامعلوم در شهرستان سنقر | پاییزآباد         | ۲۰۰            | ۰              | ۰            | ۵                   | ۲۰                  |
| کهریز              | بخشی نامعلوم در شهرستان سنقر | سلطان‌آباد         | ۷۵             | ۰              | ۰            | ۷                   | ۲۴                  |
| کهریز              | بخشی نامعلوم در شهرستان سنقر | مارنگار           | ۵۰۰            | ۰              | ۰            | ۶۲                  | ۰                   |
| کهریز              | بخشی نامعلوم در شهرستان سنقر | چوگل              | ۳۰۰            | ۰              | ۰            | ۶                   | ۱۸                  |
| کهریز              | بخشی نامعلوم در شهرستان سنقر | جشن               | ۲۵۰            | ۰              | ۰            | ۲۰                  | ۱۴۴                 |
| کهریز              | بخشی نامعلوم در شهرستان سنقر | حسین‌آباد          | ۵۰۰            | ۰              | ۰            | ۲۲                  | ۴۰٫۵                |
| کهریز              | بخشی نامعلوم در شهرستان سنقر | سرسگاز            | ۴۰۰            | ۰              | ۰            | ۰                   | ۵                   |
| کهریز              | بخشی نامعلوم در شهرستان سنقر | سلیمان شاه        | ۲۰۰            | ۰              | ۰            | ۷                   | ۲۰                  |
| کهریز              | بخشی نامعلوم در شهرستان سنقر | شریف‌آباد          | ۳۰۰            | ۰              | ۰            | ۱۵                  | ۳۲                  |
| کهریز              | بخشی نامعلوم در شهرستان سنقر | قروه              | ۷۰۰            | ۰              | ۰            | ۱۰                  | ۰                   |
| کهریز              | بخشی نامعلوم در شهرستان سنقر | سالارآباد         | ۱۲۰            | ۰              | ۰            | ۵                   | ۳۰                  |
| کهریز              | بخشی نامعلوم در شهرستان سنقر | قلعه جوق          | ۲۰۰۰           | ۰              | ۰            | ۱۰                  | ۰                   |
| کهریز لاشید        | بخشی نامعلوم در شهرستان سنقر | تمسک              | ۲۰۰            | ۰              | ۰            | ۵                   | ۰                   |
| کهریزبزرگ          | بخشی نامعلوم در شهرستان سنقر | کهریز             | ۴۵۰            | ۰              | ۰            | ۳٫۵                 | ۵                   |
| کهریزتازه          | بخشی نامعلوم در شهرستان سنقر | فارسینج           | ۵۰۰            | ۰              | ۰            | ۳۰                  | ۶۰                  |
| کهریزمله           | بخشی نامعلوم در شهرستان سنقر | بروک‌آباد          | ۱۱۰            | ۰              | ۰            | ۸                   | ۳۲                  |
| کوره مزرعه         | بخشی نامعلوم در شهرستان سنقر | سالارآباد         | ۱۴۰            | ۰              | ۰            | ۸                   | ۲۱                  |
| کوچک و بزرگ        | بخشی نامعلوم در شهرستان سنقر | چشمه سنگی         | ۱۵۰            | ۰              | ۰            | ۵                   | ۳۰                  |
| کوچکین             | بخشی نامعلوم در شهرستان سنقر | کل گل             | ۳۰۰            | ۰              | ۰            | ۹                   | ۲۰                  |
| کپه خدائی          | بخشی نامعلوم در شهرستان سنقر | فارسینج           | ۸۰۰            | ۰              | ۰            | ۵۰                  | ۱۰۰                 |
| گندآباد            | بخشی نامعلوم در شهرستان سنقر | سورن‌آباد          | ۲۵۰            | ۰              | ۰            | ۸                   | ۱۲                  |
| یراوی              | بخشی نامعلوم در شهرستان سنقر | چشمه توران        | ۳۰۰            | ۰              | ۰            | ۱۶                  | ۳۸                  |
| یهن                | بخشی نامعلوم در شهرستان سنقر | یاوه گله          | ۴۰             | ۰              | ۰            | ۶                   | ۱۰                  |
| یوسف شاه           | بخشی نامعلوم در شهرستان سنقر | سلطان‌آباد         | ۱۰۰            | ۰              | ۰            | ۶                   | ۱۰                  |

- - کهریز بالا گردکانه علیا بخش مرکزی طول قنات 1000متر تعدادمیله چاه 40حلقه عمق مادر چاه نامعلوم  دبی:80 سطح کشت 60هکتار

- - کهریز پایین  گردکانه علیا بخش مرکزی طول قنات 1500متر تعداد میله چاه 50 حلقه عمق مادر چاه نامعلوم دبی:30 سطح کشت 30هکتار